# 二锡化七锂
二锡化七锂是一种金属间化合物，化学式为Li7Sn2，是锂的锡化物之一。它是正交晶系晶体，空间群Cmmm，晶胞参数a=9.80 Å, b=13.80 Å, c=4.75 Å，与Li7Ge2同构。它可以在氮化锡（Sn3N4）被锂还原时作为中间相存在；或在锂离子电池的二锡化物电极反应中生成。